# Bede BD-2
Le Bede BD-2 est un motoplaneur expérimental de performances dérivé par Jim Bede du planeur Schweizer SGS 2-32. 
Forcé au départ par les actionnaires d’American Aviation, Jim Bede se lança un défi : réaliser un vol sans escale autour du monde. Pour réaliser ce raid il choisit un planeur SGS 2-32 qui fut spécialement converti en motoplaneur : Outre le montage à l’avant du fuselage d’un moteur Continental IO-360C modifié de 225 ch et le remplacement de la roue ventrale par un train tricycle devant être largué après le décollage, la voilure reçut des extensions et fut rendue étanche pour servir de réservoir intégral. s'ajoutant à deux réservoirs montés dans le fuselage, afin d’obtenir une capacité de carburant de 2 140 litres. Surnommé LOVE One (pour Low Orbit, Very Efficient) par Jim Bede, cet appareil (N937DB) fut achevé en avril 1966.   
Si la tentative de circumnavigation ne fut pas réalisée (elle aurait nécessité une préparation physique et des moyens techniques qui n’étaient pas à la disposition de Jim Bede), l’appareil semblait à la hauteur de l’exploit. Durant la préparation au raid Jim Bede établit en effet un certain nombre de records de distance et de durée, le plus spectaculaire étant un vol de 70 heures, interrompu le 7 octobre 1969 par une panne électrique, au cours duquel 14 441 km furent couverts (Record du monde de distance en circuit fermé, classe C1d). À l’atterrissage il restait dans l’appareil 121 gallons de carburant sur les 451 au décollage.
Le 5 décembre 1981 ce record était battu par Jerry D. Mullens sur le même Bede BD-2, devenu entre-temps N1981P Phoenix avec 16 105 km. Longtemps conservé dans les réserves d’AirVenture, le musée de l’EAA à Oshkosh, le BD-2 était en cours de reconditionnement en septembre 2007 à Arlington Municipal Airport.

## Sources
1. 1 2 3  Paul Schweizer